# Qué bello es vivir
Qué bello es vivir (It's a Wonderful Life) es una película estadounidense de 1946 dirigida y producida por Frank Capra, basada en el cuento de The Greatest Gift (El mayor regalo), escrito por Philip Van Doren Stern en 1939 y publicado de forma privada en 1943 y que, a su vez, se basa libremente en la novela de Charles Dickens "Cuento de Navidad". El filme es un clásico del cine estadounidense, y su emisión en televisión se ha convertido en toda una tradición navideña.
Está protagonizada por James Stewart en el papel de George Bailey, un hombre que ha renunciado continuamente a sus sueños debido a su sentido de la responsabilidad, su generosidad y su altruismo, y cuyo propósito de suicidarse en Nochebuena provoca la intervención de su ángel de la guarda, Clarence Odbody (Henry Travers). Clarence muestra a George cuántas vidas ha afectado con su ayuda, y cómo sería la vida en su pueblo si él nunca hubiera existido.
A pesar de haber sido originalmente un fracaso de taquilla debido a su alto coste de producción y a la dura competencia con otras películas en el momento de su estreno, la película ha acabado convirtiéndose en un clásico. En criterios de recaudación, el punto de equilibrio de la película fue de 6,3 millones de dólares, aproximadamente el doble del coste de producción, una cifra que no llegó a alcanzar en su estreno. Una valoración realizada en 2006 concluyó: "Aunque no fue el completo fracaso de taquilla que hoy todo el mundo cree [...], inicialmente fue una gran decepción y confirmó, al menos a los estudios, que Capra ya no era capaz de crear esos elementos característicos que hacían sus películas rentables y merecedoras de ser vistas como eran antes".
¡Qué bello es vivir! está considerada una de las mejores películas de la historia del cine, elogiada particularmente por su guion. Fue nominada a cinco premios Óscar, incluyendo Mejor película, y ha sido reconocido por el American Film Institute como una de las 100 mejores películas estadounidenses de la historia, en el puesto 11, y en el primer puesto de las películas más inspiradoras. Capra la consideraba su favorita de entre sus películas, reconociendo que la proyectaba para su familia cada Navidad.

## Argumento
La película comienza en la Nochebuena de 1945, en la que George Bailey se dispone a suicidarse. Las oraciones por él, procedentes de los habitantes del pequeño pueblo de Bedford Falls, llegan al Cielo, donde una corte celestial se reúne para cumplir lo que le piden desde allí. La gente pide a Dios que se acuerde de George Bailey y le ayude a ser feliz. San José encarga el trabajo de ayudar a George a Clarence, un ángel de segunda clase, que es el que más tiempo lleva intentando ganarse las alas. Antes de enviar a Clarence a la tierra, San José le muestra a través de diversos flashbacks lo que ha sido la vida de George Bailey. El primero es de 1919, cuando George tenía 12 años y salvó a su hermano pequeño Harry de morir ahogado tras haber caído a través del hielo a un lago helado. Debido a ello, coge un resfriado que le deja sordo del oído izquierdo. También trabajaba en la farmacia del pueblo, donde observó que el farmacéutico, el señor Gower, entristecido por la muerte de su hijo debido a la gripe, había puesto accidentalmente veneno en la medicina para un niño. George logra evitarlo, pero el farmacéutico, antes de darse cuenta y agrádecérselo, lo golpea. 

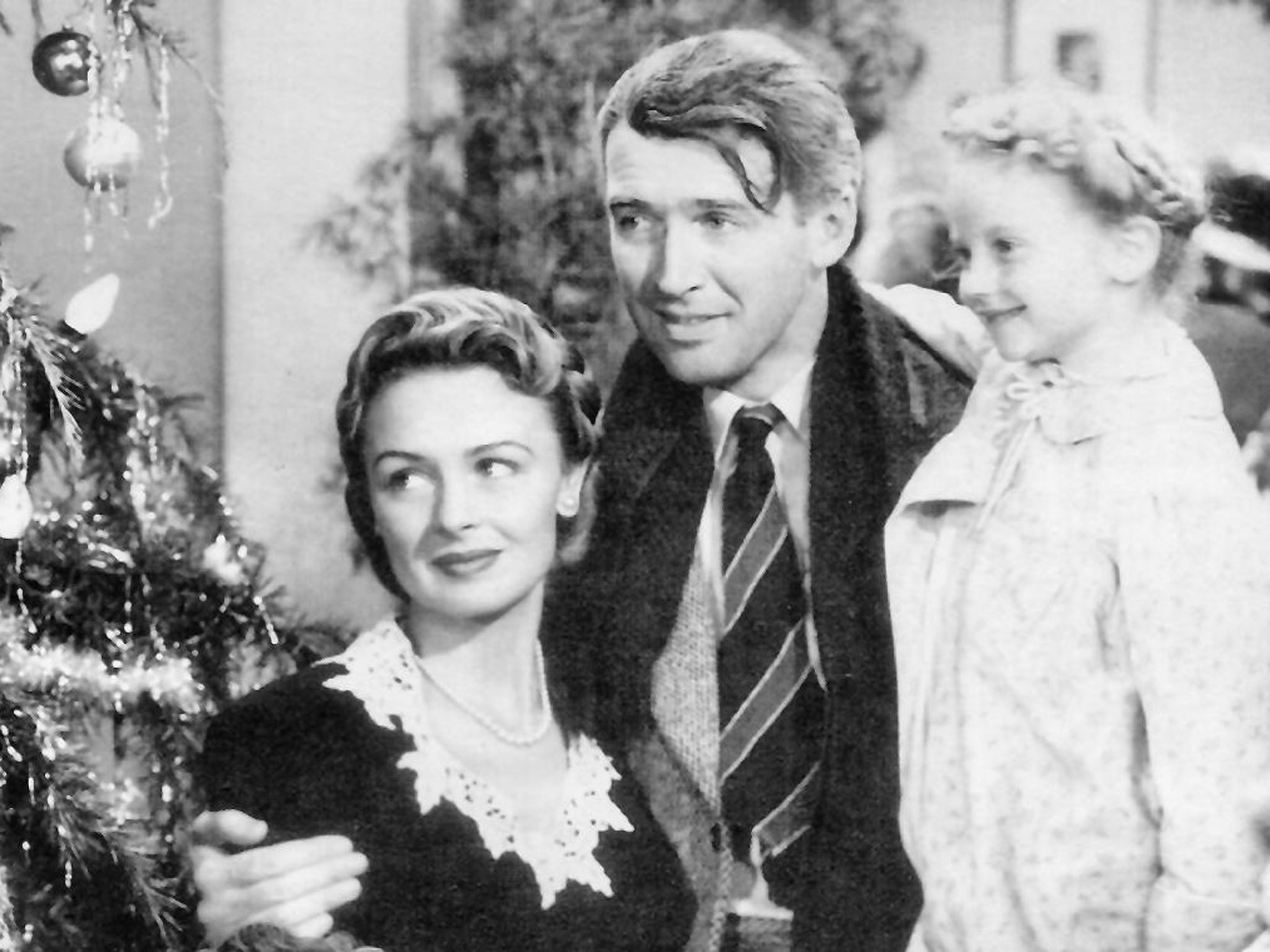
Donna Reed, James Stewart y Karolyn Grimes en un fotograma de la película.

En la graduación de Harry en 1928, George habla con la joven Mary Hatch, que estaba enamorada de él desde que eran niños. Sin embargo, George debe interrumpir su cita con Mary al recibir la noticia de la muerte de su padre. George debe posponer sus planes de viajar para encargarse de la compañía de empréstitos creada por su padre, destinada a dejar dinero a aquellas personas que lo necesitan, y gran competidora de Henry F. Potter, el hombre más rico del pueblo, un tiburón de los negocios que es dueño del banco, de la prensa, de los hoteles y de todos los negocios rentables de la ciudad. Como accionista, Potter solicita que la compañía de empréstitos se disuelva, pero George convence a la junta directiva de votar contra la propuesta de Potter. Ellos están de acuerdo con la condición de que sea George quien la dirija junto a su tío Billy, o la compañía se disolverá. Una vez más, George cumple con su deber y manda a Harry a la universidad con el dinero que estaba destinado para él, con la promesa de que cuando vuelva, será él quien vaya a la universidad y su hermano ocupe su puesto. Pero cuando Harry vuelve, está casado y su suegro le ha ofrecido un buen empleo. Aunque Harry está dispuesto a cumplir con lo pactado con George, éste no lo permite y queda una vez más atado a Bedford Falls y a la pequeña compañía de empréstitos. George y Mary se casan, pero cuando se disponen a salir de luna de miel se produce un pánico bancario y deciden usar el dinero destinado a su luna de miel para conceder préstamos a los clientes de la compañía de empréstitos hasta que el banco abra de nuevo. Apenas le sobran dos dólares, y no puede dejar Bedford Falls.
A lo largo de los años, George construye Bailey Park, una urbanización de pequeñas viviendas construidas con los préstamos concedidos por su compañía de empréstitos, y que permite a la gente ser dueños de sus propias casas en lugar de tener que pagar altos alquileres por vivir en las chabolas de Potter. Frustrado al ver que no consigue arruinar la compañía de empréstitos y que está perdiendo el control del mercado inmobiliario, Potter trata de comprar a George ofreciéndole un buen empleo, y por un momento parece convencerle, haciéndole ver qué fácil es cumplir todos sus sueños. Pero cuando se estrechan las manos, George se da cuenta de que le están comprando y rechaza la oferta.
Cuando estalla la Segunda Guerra Mundial, George no es apto para el servicio debido a su oído. Sin embargo, Harry se convierte en piloto y derriba un avión kamikaze que se disponía a atacar a los ocupantes de un vehículo anfibio, salvando la vida de todos ellos. Por su logro, Harry recibe la Medalla de Honor. En la mañana del día de Nochebuena de 1945, el pueblo prepara una recepción triunfal para Harry, y el tío Billy acude al banco a depositar 8.000 dólares en la cuenta de la compañía de empréstitos. Allí se encuentra con Potter y le echa en cara el triunfo de Harry mostrándole la noticia en el periódico, olvidando que en su interior está el dinero. Potter se queda el periódico, y cuando encuentra el dinero, decide ocultarlo, sabiendo que su pérdida supone la ruina de la compañía de empréstitos. Ese día, la compañía tiene una inspección, y sabiendo que el inspector de hacienda le hará responsable de la pérdida del dinero, George se enfurece con su tío y a continuación se va a casa y paga su frustración con su familia. Tras disculparse con ellos, se marcha.
Sumido en la desesperación y sin nadie a quien poder pedir el dinero, George acude a Potter, pero solo puede ofrecer su seguro de vida como aval. Potter, que sabe lo que ha sucedido, se aprovecha de la situación de George y llama a la policía para denunciarle, diciéndole que vale más muerto que vivo. George ahoga sus penas en un bar donde también es agredido, y a continuación camina hasta un puente cercano, donde se plantea suicidarse arrojándose al río. Antes de que pueda saltar, ve que un anciano cae al agua. Una vez más, George olvida todos sus problemas y se lanza a salvar al anciano en lugar de suicidarse. Mientras se secan las ropas mojadas, el anciano le dice que se llama Clarence y que es su ángel de la guarda. George no le cree, pero en el transcurso de la conversación le dice que desearía no haber nacido. Clarence se lo concede, y le muestra una realidad alternativa en la que George nunca ha existido. Cuando regresan al pueblo, todo ha cambiado.
La visión que Clarence hace ver a George es desoladora: el pueblo ya no se llama Bedford Falls, sino Pottersville, y está lleno de bares, cabarets y otros locales propiedad de Potter. El señor Gower es un anciano alcohólico que acaba de salir de prisión por homicidio, ya que George no estuvo allí para evitar que envenenara a aquel niño; sus vecinos y amigos a los que tanto ha ayudado no le reconocen; la compañía de empréstitos cerró, ya que George no estuvo para hacerse cargo de ella tras la muerte de su padre; las casas que ayudó a construir con sus empréstitos nunca se construyeron y en su lugar hay un cementerio en el que George ve la tumba de su hermano al que no pudo salvar por no haber nacido, y piensa en los que murieron en la guerra porque su hermano no estuvo allí para salvarlos; su tío Billy está en un manicomio; su madre, viuda y sin hijos, regenta una pensión; y su esposa es una bibliotecaria solterona. Cuando George le dice que es su marido, llama gritando a la policía. 
Huyendo de la policía, George, ya convencido de que Clarence es realmente su ángel de la guarda, regresa al puente donde había intentado suicidarse y pide a Dios que le devuelva la vida. Cuando un amigo lo encuentra y lo llama por su nombre, George se da cuenta de que la visión ha terminado y que ha recuperado su vida. George vuelve a casa loco de contento, deseando feliz Navidad a todos los que encuentra en el camino, en la compañía de empréstitos e incluso al mismo señor Potter, a pesar de que sabe que irá a la cárcel por desfalco. Pero no le importa porque ha recuperado su vida, a su hermano, a su esposa, a sus hijos, a su madre y a todos sus amigos y vecinos por quien tanto se ha sacrificado.
Al llegar a casa, George abraza a toda su familia y saluda al inspector de hacienda y al sheriff que le están esperando para detenerle. Entonces llega el tío Billy y anuncia que Mary ha hablado con algunos amigos contándoles que George tenía problemas, y toda la ciudad ha hecho una gran colecta. Aparecen todos a los que George ha ayudado durante toda su vida, dando todo lo que tienen para que George pueda salir adelante y recaudando más que suficiente para cubrir los 8000 dólares perdidos y anular la denuncia de Potter. Finalmente llega Harry, que sabiendo que George tenía problemas, ha dejado plantado al Presidente y ha volado bajo una tormenta para estar junto a su hermano, y llega a tiempo para brindar por él. Una campana suena en el árbol de Navidad, y la hija de George recuerda una historia que dice que cada vez que suena una campana, un ángel recibe sus alas, lo que anuncia que Clarence ha ganado las suyas.

## Reparto
- James Stewart: George Bailey
- Donna Reed: Mary Hatch
- Lionel Barrymore: Sr. Henry F. Potter
- Thomas Mitchell: Tío Billy Bailey
- Henry Travers: Clarence Oddbody
- Beulah Bondi: Sra. Bailey
- Frank Faylen: Ernie Bishop
- Ward Bond: Bert
- Gloria Grahame: Violet Bick
- H.B. Warner: Sr. Gower
- Frank Albertson: Sam Wainwright
- Todd Karns: Harry Bailey
- Samuel S. Hinds: Peter "Pop" Bailey
- Mary Treen: Prima Tilly
- Virginia Patton: Ruth Dakin Bailey
- William Edmunds: Sr. Giuseppe Martini
- Argentina Brunetti: Sra. Martini
- Bobby Anderson: Pequeño George Bailey
- Karolyn Grimes: Zuzu Bailey

## Reconocimientos
¡Qué bello es vivir! recibió cinco nominaciones a los Premios Óscar de la Academia de Artes y Ciencias Cinematográficas, siendo superada en casi todos los casos por Los mejores años de nuestra vida (el Óscar al Mejor sonido fue para The Jolson story) y un premio "por el desarrollo de un nuevo método para simular la caída de la nieve dentro de un set cinematográfico".
19.ª edición de los Premios Óscar
| Categoría       | Nominado                                                        | Resultado |
| --------------- | --------------------------------------------------------------- | --------- |
| Mejor película  | Frank Capra                                                     | Nominado  |
| Mejor director  | Frank Capra                                                     | Nominado  |
| Mejor actor     | James Stewart                                                   | Nominado  |
| Mejor montaje   | William Hornbeck                                                | Nominado  |
| Mejor sonido    | John Aalberg                                                    | Nominado  |
| Logros Técnicos | Russell Shearman y el Departamento de Efectos Especiales de RKO | Ganador   |

4.ª edición de los Globos de Oro
| Categoría      | Nominado    | Resultado |
| -------------- | ----------- | --------- |
| Mejor director | Frank Capra | Ganador   |

4.ª edición de las Medallas del Círculo de Escritores Cinematográficos
| Categoría                 | Resultado |
| ------------------------- | --------- |
| Mejor película extranjera | Ganadora  |

Otros reconocimientos
- ¡Qué bello es vivir! está catalogada en las lista de 100 años... 100 películas del American Film Institute entre las mejores veinte películas en cien años del cine estadounidense, irónicamente muy por encima de Los mejores años de nuestra vida, que ocupa el lugar 37.

## Influencias
Además de un refrito televisivo de 1977, en el que la novedad era un personaje femenino como protagonista, es innumerable la cantidad de series donde en los capítulos emitidos por Navidad aparece reflejada la historia de ¡Qué bello es vivir! Tampoco faltan películas con alguna alusión al filme de Frank Capra. Como ejemplo:
- Qué bello es vivir 2: Casi 70 años después de su realización Star Partners y Hummingbird Productions han decidido dar luz verde a una secuela del filme original. La película (It's a wonderful life: the rest of the story) seguirá las andanzas del nieto de George Bailey (el personaje interpretado por James Stewart en la película original), un hombre que siente que sólo hace las cosas mal y que recibe la visita de un ángel que le enseñará como habría sido su vida si él no hubiese existido. El argumento, como se aprecia, es calcado al del primer film. El ángel será interpretado en esta ocasión por Karolyn Grimes (quien había interpretado a Zuzu, la hija de Bailey, en la primera película).
- Luz de luna.
- Un episodio de Navidad de Cosas de Casa.
- Un episodio de Navidad de Beverly Hills, 90210.
- Un episodio de Navidad de Cuéntame cómo pasó.
- Un episodio de Los Padrinos Mágicos.
- Un episodio de Navidad de Aquellos Maravillosos 70.
- Un episodio de Navidad de iCarly.
- Un episodio de Los Simpson.
- Un episodio de Garfield y sus amigos, en el bloque "En la Granja de Orson" (incluso se hace referencia a que la historia es "como esa película que pasan un millón de veces en Navidad").
- Un episodio de Smallville.
- Un episodio de Navidad de Kappa Mikey.
- Un episodio de Navidad de Tiny Toons.
- Una película de Los Muppets.
- Un episodio de El Príncipe de Bel-Air.
- Un episodio de Navidad de The Big Bang Theory.
- Un episodio de Johnny Bravo.
- Un episodio de El Show de Garfield.
- Un episodio de Hi Hi Puffy AmiYumi.
- Un episodio de Tío Grandpa.
- Un especial de Navidad de ALF
- Un episodio de Renegado
- Un episodio de Highlander
- Un episodio de Rugrats titulado "La Maravillosa Vida de Chuckie"
- En la película Gremlins (1984), en un determinado momento de la trama, el protagonista entra en la cocina de la casa en la que vive. Allí está su madre cocinando, a la vez que llorando, mientras mira un pequeño televisor en blanco y negro en el que se puede reconocer a George Bailey corriendo exultante en una de las escenas finales de ¡Qué bello es vivir! Al preguntarle su hijo, la madre responde que llora a causa de la película.

También se creó una serie que relataba la historia de Clarence, el cual era interpretado por Robert Carradine.

## Derechos de autor y emisión en televisión
Liberty Films fue adquirida por Paramount Pictures y se mantuvo como empresa subsidiaria hasta 1951. Paramount fue la propietaria del filme hasta 1955, año en que vendió algunas de sus obras, la mayoría de sus dibujos animados y cortos al distribuidor de televisión U.M&M TV Corp. Dicha venta incluía los derechos sindicados originales de Qué bello es vivir, los materiales nitrados originales del filme, la banda sonora y el relato en el que está basado el guion, "The Greatest Gift" ("El mayor regalo"). National Telefilm Associates (NTA) se hizo cargo a su vez de los derechos contenidos en el catálogo de U.M.&M. poco después.
En 1946 cuando la película fue filmada los derechos de autor se mantenían por ley durante 28 años, y podían ser renovados por otros 28 años mediante el pago de la renovación y un trámite administrativo. Sin embargo, un error administrativo en Republic Pictures, sucesora de NTA, evitó que el copyright fuera renovado correctamente en 1974[ref en inglés]. El film, de este modo accidentado, pasó a ser de dominio público y rápidamente se convirtió en muchos países en un clásico de las vacaciones de Navidad con continuas reposiciones cada año en las programaciones televisivas navideñas, sobre todo en los países mayoritariamente cristianos.
Aunque las imágenes se habían convertido en dominio público, las televisiones que emitían la película debían sin embargo pagar ciertos royalties como trabajo derivado de los derechos de autor derivados de "The Greatest Gift", la historia en la que se basa la película, aún protegida ya que su copyright fue correctamente renovado por Philip Van Doren Stern en 1971. El título y el caso llegaron a mencionarse como ejemplo en varias ocasiones en las deliberaciones legales del Ley de extensión de Plazos de Copyright (en los EE:UU) en 1998.
En 1993, Republic Pictures, sucesora de NTA, se apoyó en la jurisprudencia de EE. UU. de 1990, en concreto en el caso del Tribunal Supremo de los Estados Unidos Stewart Vs Abend (ateniente a otro film de Stewart: La ventana indiscreta), para defender su propiedad sobre el copyright del filme. El argumento del caso se basó en defender que aunque el copyright del filme no se había renovado seguía siendo un todo formado por varias partes cuyo copyright sí se había renovado, y fue aceptado.
Esta es una de las razones por las que actualmente no se emite tan a menudo como antes, aunque sigue siendo un título imprescindible la tarde del día de Nochebuena en muchos televisores de Estados Unidos, gracias en parte a la difusión durante los años sin Copyright y a la calidad del filme en sí mismo y a la historia que relata, muy en la línea del clásico espíritu navideño de buenas acciones y mejores deseos.
Actualmente Paramount pictures, a través de su compañía Viacom (que adquirió en 1998 los derechos de Spelling Entertainment, por entonces socia de Republic Pictures), vuelve a tener los derechos de este film, por primera vez desde 1955. Por todos los cambios producidos, ésta es una de las pocas películas de la RKO que no fue controlada en los Estados Unidos por TNT, empresa subsidiaria de Warner Bros.

## Censura en España
La película no se proyectó en España hasta marzo de 1948, más de un año después de su estreno internacional. La censura franquista mutiló la cinta, y hasta siete minutos del metraje final fueron cortados. Los censores del régimen suprimieron todas las menciones a la cooperativa de vivienda que dirige el protagonista George Bailey, interpretado por James Stewart, cuyas casas a precios asequibles quiere destruir el villano Henry Potter (Lionel Barrymore). Esta versión censurada todavía se mantiene en algunas emisiones y plataformas de televisión, motivo por el cual la Asociación para la Recuperación de la Memoria Histórica puso en 2021 Qué bello es vivir como ejemplo para exigir al Gobierno de España que «se reparen y completen» los libros y películas censurados por la dictadura franquista.